# 이준상 (축구 선수)
이준상(李俊尙, 2003년 11월 19일 ~ )는 대한민국의 축구 선수로 포지션은 센터포워드이며 현재 K리그2 성남 FC 소속이다.